# 프랑
프랑(프랑스어: franc)은 여러 나라에서 쓰이는 통화의 이름이다. 프랑은 라틴어의 francorum rex("프랑크족의 왕")에서 왔다고도 하고, 프랑스어의 franc(두가지 의미가 있는데, 첫번째는 자유(영어의 free)와 두번째는 던지다의 의미)에서 왔다고도 한다.

## 프랑스 프랑
프랑스 프랑은 1360~1641년, 1795년~1999년까지 법적으로 프랑스에서 쓰이던 통화이다. 루이 13세때 법적으로의 지위가 폐지되었다. 프랑이라는 용어는 리브르 금화와 함께 존속하기도 하였다. 프랑이 미치는 영향은 상당히 커서 이전 프랑스의 식민지인 모로코, 알제리, 서아프리카 등에서도 프랑을 쓰고 있다. 독립 이후에도 프랑 앞에 자국의 이름을 붙여 쓰고 있는 경우는 흔한 편이다.
프랑스 프랑의 가치는 1998년 12월 31일자로 1유로:6.55957프랑의 기준이 되었으며 2002년 2월 28일자로 법적 통화의 지위를 잃었다. 프랑스 정부는 2012년 2월 12일까지 은행에서 구 프랑 화폐를 유로화로 환전해주기로 했다.

## CFA 프랑과 CFP 프랑
아프리카 대륙의 14개국이 CFA 프랑을 쓰고 있다. 적도 지역의 기니와 서아프리카의 국가가 해당된다. 1945년 기준으로 해당국의 1프랑 당 1.7 프랑스 프랑의 가치였다가 1948년에는 2프랑스 프랑으로 지위가 격상되었다. 그러나 1994년 1월 이후에는 가치가 겨우 0.01 프랑스 프랑으로 격하되어 지금에 와서 CFA 프랑은 €0.00152449이다.
CFP 프랑은 프랑스의 태평양 지역에서 통용되는 것을 통칭한다. 대개는 €0.0084의 가치를 지니며 프랑스 프랑에는 0.055 프랑스 프랑의 가치가 있다.

## 코모로 프랑
1981년, 코모로는 프랑스 정부가 통용하도록 하는 CFA 프랑과 비슷한 제도를 제정하게 되었다. 원래, 50 코모로 프랑은 1 프랑스 프랑과 같은 가치를 지닌다. 1994년 1월, 75 코모로 프랑은 1 프랑스 프랑이 되었다. 1999년 이후로, 코모로 프랑의 환율 대비화는 유로화가 되었다.

## 벨기에 프랑과 룩셈부르크 프랑
나폴레옹 시대의 프랑스가 서유럽의 대다수를 지배했었던 탓에 프랑 통화의 유통이 널리 퍼졌다. 네덜란드의 독립 이후 벨기에 왕국은 1832년 벨기에 프랑을 도입하였다. 이후 룩셈부르크가 1848년, 스위스가 1850년 프랑 통화를 도입하였다. 이탈리아 리라도 사실상 프랑스 프랑과 상당히 비슷한 화폐제라고 할 수 있다.
1865년 프랑스, 벨기에, 스위스, 이탈리아는 라틴 통화 연합(the Latin Monetary Union)을 결성하였다. 1868년 그리스가 참여하게 되었다. 각국은 독자적인 통화 체계를 갖고 있었으며 4.5g의 은이나 0.290 322 g의 금본위제의 형식이었다. 때문에 모두 1:1로 환전이 가능했다고 한다. 1870년대에 이르러서는 금본위제가 고정환율로 정해졌지만 1914년 이후로는 이러한 현상이 사실상 없어졌다.
1926년 벨기에와 프랑스가 심각한 통화 가치 절하를 겪으면서 새로운 금본위제가 도입되었다.
프랑스 프랑처럼 벨기에/룩셈부르크 프랑의 존속도 1999년 1월 1일자로 끝이 났다. 1 EUR= 40.3399의 환율이 적립되었다. 법적으로의 통화 지위는 잠정적으로 2002년 2월 28일자로 끝났다.
1룩셈부르크 프랑은 1 벨기에 프랑과 같은 가격이었으며 룩셈부르크 내에서는 벨기에 프랑이 통용되었다.

## 스위스 프랑
스위스 프랑(ISO code: CHF or 756)은 현재에도 세계에서 가장 강력한 통화 중 하나로 꼽히며 리히텐슈타인에서도 스위스 프랑은 쓰이고 있다
스위스 연방("Swiss Confederation")이라는 이름이 새겨진 주화가 주조가 발견되는데 라틴어로 쓰인 동전도 발견된다. 4개의 공식 언어가 통용되기 때문에 4개국어가 쓰인 동전을 찾아볼 수 있다.

## 그 밖의 프랑
- 모나코 프랑: 2002년(법률상으로는 1999년) 유로가 도입되기 이전에 통용된 모나코의 통화
- 서아프리카 CFA 프랑: 서아프리카의 8개 독립국가인 베냉, 부르키나파소, 코트디부아르, 기니비사우, 말리, 니제르, 세네갈 그리고 토고의 통화
- 중앙아프리카 CFA 프랑: 중앙아프리카의 6개국(가봉, 적도 기니, 중앙아프리카 공화국, 차드, 카메룬, 콩고 공화국)이 사용하는 통화
- 콩고 프랑: 콩고 민주 공화국의 통화
- 르완다 프랑: 르완다의 통화
- 부룬디 프랑: 부룬디의 통화
- 기니 프랑: 기니의 통화
- 지부티 프랑: 지부티의 통화
- 르완다 부룬디 프랑
- 카베르네 프랑: 세계적으로 널리 재배되는 포도주용 포도 품종

## 같이 보기
- 카보베르데 이스쿠두
- 라틴 통화 동맹
- 고대 로마의 화폐